# Aïn Maabed
Aïn Maabed est une commune de la wilaya de Djelfa en Algérie.

## Géographie
L'endroit est connu pour une formation géologique remarquable appelée Rocher de sel, qui a donné son ancien nom à la ville.

## Culture et patrimoine
Cette commune abrite une forêt et aire protégée et réserve de chasse comme celles de la forêt de Zéralda à Alger, de Oggaz à Mascara, d'Aïn Ghoraba à Tlemcen et enfin de la réserve de biosphère de Réghaïa.